# Benjamin Freakley

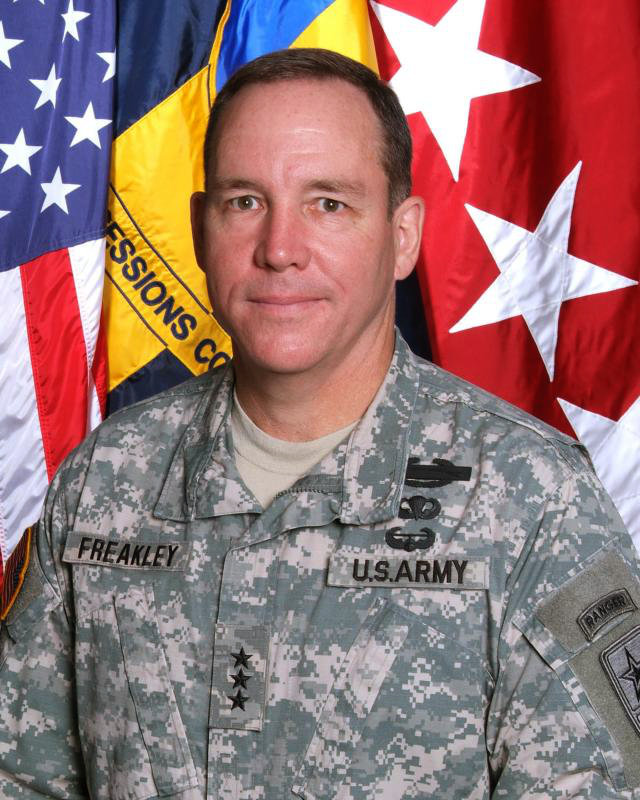
Benjamin Freakley (2013)

Benjamin C. Freakley (* 21. August 1953 in Woodstock, Shenandoah County, Virginia) ist ein pensionierter Generalleutnant der United States Army. Er kommandierte unter anderem die 10. Gebirgsdivision. Später wurde er Professor an der Arizona State University.

## Leben
Freakley besuchte die öffentlichen Schulen seiner Heimat. In den Jahren 1972 bis 1975 durchlief er die United States Military Academy in West Point. Nach seiner Graduation wurde er als Leutnant der Infanterie zugeteilt. In der Armee durchlief er anschließend alle Offiziersränge bis zum Dreisterne-General. In dieser Zeit absolvierte er unter anderem den Infantry Officer Basic Course, den Infantry Officer Advanced Course, den Long Armor/Infantry Course (bei den britischen Streitkräften), die School of Advanced Military Studies, das Command and General Staff College sowie das United States Army War College.
In seinen jüngeren Jahren absolvierte er den für Offiziere in den niederen Rangstufen üblichen Dienst in verschiedenen Einheiten und Standorten, darunter auch in Deutschland. Im weiteren Verlauf seiner Karriere kommandierte er Einheiten auf allen militärischen Ebenen bis zum Divisionskommandeur. Zwischenzeitlich nahm er auch einige Stellen als Stabsoffizier wahr.
Benjamin Freakley war im Zweiten Golfkrieg, im Irakkrieg und im Krieg in Afghanistan eingesetzt. Im Jahr 2003 wurde er für kurze Zeit Stabsoffizier bei der 101. Luftlandedivision unter General David Petraeus, die im Irak eingesetzt war. Dann übernahm er noch im Jahr 2003 als Chief Infantry die Leitung der Infanterieschule in Fort Benning, Georgia. Danach übernahm er im August 2005 von Lloyd Austin das Kommando über die damals in Afghanistan stationierte 10. Gebirgsdivision. Freakley behielt dieses Kommando bis 2007, als Michael L. Oates seine Nachfolge antrat. Gleichzeitig hatte Freakley damals auch das Kommando über die ebenfalls in Afghanistan stationierte Combined Joint Task Force 82. Nach dem Ende seiner beiden Kommandostellen in Afghanistan übernahm Freakley am 18. Mai 2007 das Kommando über das United States Army Accessions Command in Fort Monroe. Diese Behörde unterstand dem United States Army Training and Doctrine Command (TRADOC) und wurde 2011 aufgelöst. Wenig später beendete Benjamin Freakley seine militärische Laufbahn.
Nach seiner Militärzeit wurde er als Professor Mitglied der Fakultät der Arizona State University (Professor of practice of Leadership). Dort gehört er auch zu den Beratern des Rektors.

## Orden und Auszeichnungen
Benjamin Freakley erhielt im Lauf seiner militärischen Laufbahn unter anderem folgende Auszeichnungen:
- Army Distinguished Service Medal
- Defense Superior Service Medal
- Legion of Merit
- Bronze Star Medal
- Meritorious Service Medal
- Army Commendation Medal
- Army Achievement Medal
- Meritorious Honor Award
- National Defense Service Medal
- Southwest Asia Service Medal
- Afghanistan Campaign Medal
- Iraq Campaign Medal
- Global War on Terrorism Expeditionary Medal
- Global War on Terrorism Service Medal
- Army Service Ribbon
- Overseas Service Ribbon
- NATO Meritorious Service Medal
- NATO Afghanistan Service Medal
- Kuwait Liberation Medal (Saudi-Arabien)
- Kuwait Liberation Medal (Kuwait)
- Combat Infantryman Badge